# جاده (فیلم ۲۰۰۹)
جاده (به انگلیسی: The Road) نام یک فیلم در ژانر آخرالزمانی و بقا به کارگردانی جان هیلکات و با بازی ویگو مورتنسن محصول سال ۲۰۰۹ آمریکا است. فیلم اقتباسی است از کتابی پادآرمانشهری با همین نام نوشته کورمک مک کارتی (نویسنده تحسین شدهٔ جایی برای پیرمردها نیست)؛ هر چند که داستان فیلم کمی با کتاب فرق دارد.

## خلاصهٔ داستان
فیلم جاده بر اساس رمانی جایزه‌گرفته از کورمک کارتی است. ویگو مورتنسن که در سال ۲۰۰۷ برای فیلم وعده‌های شرقی نامزد جایزه اسکار بوده، در این فیلم نقش مردی بدون نام را بازی می‌کند.
داستان فیلم بسیار تاریک است و آیندهٔ بشریت را به چالش می‌کشد. در آینده، بر اثر فاجعه‌ای، کرهٔ زمین با وضعی وخیم روبه‌روست. گیاهان مرده‌اند و خوردنی‌ها رو به پایان‌اند. پدری به‌همراه پسرش می‌خواهد خود را نجات دهد و برای این کار دست به سفری در یک جاده می‌زند.
بر اثر این بی‌غذایی، بسیاری از انسان‌ها حس هم‌نوع‌دوستی خود را از دست داده‌اند و همه برای زنده‌ماندن با هم می‌جنگند. این پدر و پسر در تلاش هستند تا خود را نجات دهند. در بین راه، هریک به‌شدت ناامید می‌شود و چند بار به فکر خودکشی می‌افتد، اما هر بار دیگری به او امید می‌دهد که آن‌ها می‌توانند این جاده را طی کنند...

## بازیگران
- ویگو مورتنسن در نقش مرد. مورتنسون را همه با نقش آراگورن در سه‌گانه ارباب حلقه‌ها می‌شناسند. او برای وعده‌های شرقی نامزد اسکار بود.
- کدی اسمیت-مک فی در نقش پسر. جاده برای این بازیگر جوان در کارنامه بازیگری وی یک فیلم مهم شمرده می‌شود.
- چارلیز ترون در نقش همسر. البته عملاً او را در فیلم نمی‌بینیم. او در یک پس نگاه ظاهر می‌شود.
- مایکل کی ویلیامز در نقش ارباب.
- گای پیرس در نقش یک پدر خانواده.
- رابرت دووال در نقش یک پیر مرد نیمه جان و کور.

## اکران‌ها
| کشور                                     | اکران در...         | تاریخ اکران     |
| ---------------------------------------- | ------------------- | --------------- |
| ایتالیا:ایتالیا                          | جشنواره فیلم ونیز   | ۳ سپتامبر ۲۰۰۹  |
| کانادا:کانادا                            | جشنواره فیلم تورنتو | ۱۳ سپتامبر ۲۰۰۹ |
| انگلستان: انگلستان                       | جشنواره فیلم لندن   | اکتبر ۲۰۰۹      |
| ایالات متحده آمریکا: ایالات متحده آمریکا | اکران عمومی         | ۲۵ نوامبر ۲۰۰۹  |
| انگلستان: انگلستان                       | اکران در انگلیس     | ژانویه ۲۰۱۰     |